# Chagas sjukdom
Chagas sjukdom (IPA: /ˈtʃɑːɡəs/), eller amerikansk trypanosomiasis, är en tropisk parasitsjukdom som orsakas av en encellig organism, en protozo, Trypanosoma cruzi. Den sprids huvudsakligen av insektsbett från skinnbaggar. Symptomen förändras under infektionens gång. Under det första stadiet är symptomen vanligtvis obefintliga eller milda och kan omfatta feber, svullna lymfkörtlar, huvudvärk och lokal svullnad vid bettet. Efter 8–12 veckor inträder den kroniska sjukdomsfasen och i 60–70 % av fallen uppträder inga fler symptom. Övriga 30 till 40 % av de smittade utvecklar symptom 10 till 30 år efter att de ursprungligen smittats. Symptomen kan då omfatta förstoring av hjärtkamrarna vilket i 20 till 30 % av fallen leder till hjärtsvikt. Förstorad matstrupe eller tjocktarm förekommer även hos 10 % av de smittade.

## Orsak och diagnos
T. cruzi sprids vanligtvis till människor och andra däggdjur via blodsugande skinnbaggar Triatominae. Dessa insekter har en mängd lokala namn, som vinchuca i Argentina, Bolivia, Chile och Paraguay, barbeiro (barberaren) i Brasilien, pito i Colombia, chinche i Centralamerika och chipo i Venezuela. Sjukdomen kan även spridas via blodtransfusion, organtransplantation, intag av livsmedel som smittats med parasiterna samt från mor till foster. Diagnos av tidig sjukdom sker genom upptäckt av parasiten i blodet via mikroskopering.Kronisk sjukdom diagnostiseras genom undersökning som påvisar av antikroppar mot T. cruzi i blodet.

## Förebyggande och behandling
Förebyggande åtgärder omfattar mestadels utrotning av skinnbaggar samt att undvika bett. Andra förebyggande åtgärder är kontroll av blod som används till transfusioner. Inget vaccin har ännu utvecklats år 2013. Tidig infektion är behandlingsbar med benznidazol eller nifurtimox. Dessa ger nästan alltid bot vid tidig insättning men blir mindre effektiva ju längre patienten har haft infektionen. När de här läkemedlen används vid kronisk sjukdom kan de fördröja eller förhindra utveckling av symptom i slutstadiet. Benznidazol och nifurtimox ger tillfälliga biverkningar hos upp till 40 % av patienterna, till exempel hudåkommor, neurotoxicitet och irritationer i matsmältningssystemet.

## Epidemiologi
Man uppskattar att 7 till 8 miljoner människor, huvudsakligen i Mexiko, Centralamerika och Sydamerika, har Chagas sjukdom. Sjukdomen orsakar ca 12 500 dödsfall varje år (2006). De flesta som har sjukdomen är fattiga och de flesta som är smittade vet inte om det. Stora folkomflyttningar har gjort att de områden där fall av Chagas sjukdom upptäcks har ökat till att nu även omfatta USA och många länder i Europa. I dessa områden har man sett en ökning under åren fram till 2014. Sjukdomen beskrevs första gången 1909 av Carlos Chagas, som den också har uppkallats efter. Den påverkar även över 150 andra däggdjur utöver människan.

## Förekomst

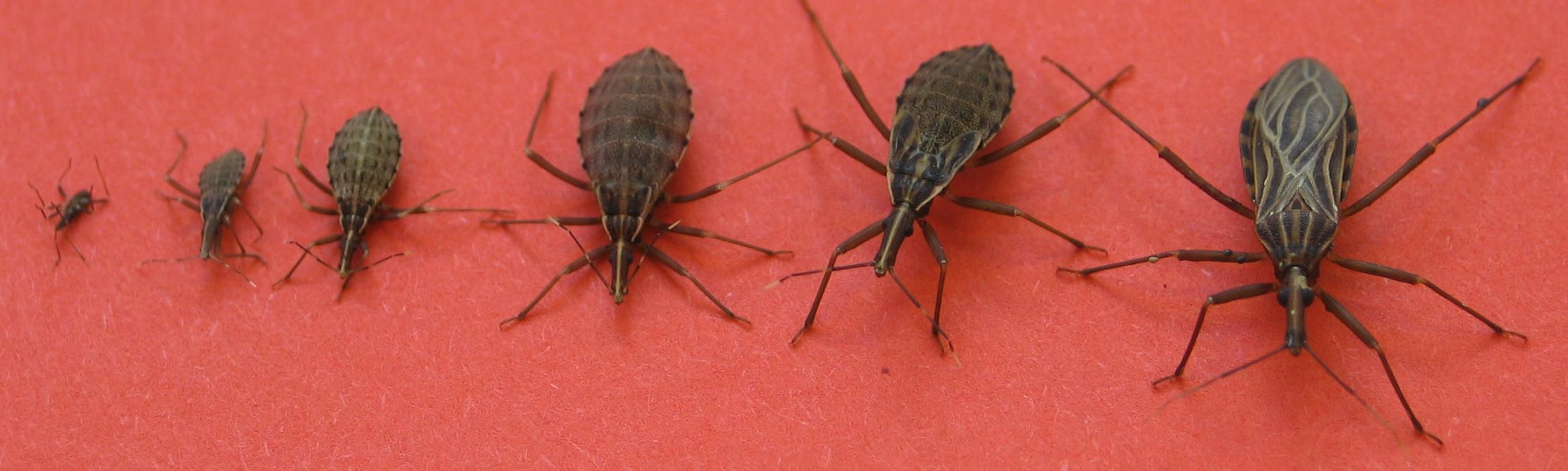
En viktig vektor för Chagas sjukdom i Centralamerika, Rhodnius prolixus, spanskt namn "chinche". Nymf till vuxen.

Värddjuren är diverse skogslevande, mindre däggdjur, hundar, katter, och, speciellt i områden med hög sjukdomstäthet, även människor. Vektorn för sjukdomen är skinnbaggar av släktet Triatoma.
Smittan överförs genom att skinnbaggarna biter sovande människor under natten. Skinnbaggarna trivs i primitiva bostäder, framför allt i stråtak i traditionella hyddor med jordgolv och väggar av käppar. Sjukdomen kan också överföras via blodtransfusioner, organtransplantationer och i moderlivet. Parasiterna kan infektera nervsystemet, matsmältningssystemet och muskelceller i hjärtat. 
Sjukdomen förekommer i Amerika, från södra USA till södra Argentina. Enligt världshälsoorganisationen är det den fjärde vanligaste dödsorsaken i Latinamerika efter luftvägsinfektioner, diarré och AIDS.

## Utbredning
Chagas sjukdom upptäcktes först 1909 i Latinamerika och det är också där som Trypanosoma cruzi är vanligast. Idag finns parasiten dock i större delen av Central- och Sydamerika och man ser en snabb spridning även till Nordamerika, Europa och Australien till följd av vektorernas emigration och anpassningar till nya miljöer.
Insekterna som agerar vektorer trivs bäst i tropiska områden där de framförallt lever i sprickor i ler- och stråhyddor. Därför sprider sig Trypanosoma cruzi främst inom fattiga folkgrupper i dessa områden. De drabbade har på grund av sina levnadsförhållanden sällan möjlighet till varken test eller behandling.

## Sjukdomsförlopp
Infektionen överförs via skinnbaggens avföring, där parasiten finns, till kroppen. När man kliar sig kan parasiten i avföringen rivas in i bettet. Parasiten kan även överföras från en människa till en annan via blodtransfusion.
Insekterna trivs i inomhusmiljön, och smittrisken ökar för de som vistas lång tid i endemiskt område och lever under primitiva förhållanden. Det man kan göra så att antalet insekter minskar och trivas mindre i inomhusmiljön är att modernisera huset.
Chagas sjukdom kategoriseras i en akut och kronisk fas, där akuta fasen framförallt drabbar barn. Tyvärr så finns ännu inget vaccin mot sjukdomen. Parasiterna har förmåga att infektera nervsystemet, gastrointestinaltrakten samt hjärtmuskeln. Dödligheten är omkring 10 %, vanligtvis i hjärtfel, i avsaknad av behandling. Efter många år, 15–50, utan symptom, kan det uppträda, och då har ofta organskadorna redan blivit kroniska.

## Symtom
Symtom är: ömmande svullnad på bettplatsen, feber och trötthet samt svullnad av lymfkörtlar, lever och mjälte.

## Diagnos
I den akuta sjukdomsfasen kan sjukdomen behandlas med läkemedel. Medan det i den kroniska fasen endast kan ges symtomatiska behandling.
Diagnosen på sjukdomen ställs beroende på sjukdomsbilden och genom mikroskopundersökning, där blod utstrykt på glas undersöks med hjälp av mikroskop.Man kan även låta oinfekterade skinnbaggar suga blod från en patient som man misstänker är sjuk, därefter undersöks insektens avföring avseende parasiter.

## Behandling
Två läkemedel används vid behandling av Chagas sjukdom, Bensnidazol och nitrofurtimox, och eftersom bensnidazol har mindre biverkningar, används den som första alternativ.